# Otto Planetta
Otto Planetta (2. srpna 1899, Vyškov – 31. července 1934 Vídeň) byl rakouský nacista, příslušník Heimwehru a oddílů SS, známý zejména jako atentátník, který zavraždil rakouského kancléře Engelberta Dollfusse.

## Život
Narodil se v moravském Vyškově Tomáši Planettovi (původem Maďar) a místní rodačce Nepomuceně Langové. Těsně po jeho narození se rodina odstěhovala do Rakouska. V sedmnácti letech Otto vstoupil do armády a bojoval v první světové válce. Po jejím skončení pokračoval ve vojenské kariéře u rakouského Heimwehru. V devatenácti letech již sympatizoval s nacismem. To ho přivedlo do řad NSDAP a v roce 1929 do řad SS. Dne 25. července 1934 se zúčastnil neúspěšného nacionálně socialistického pokusu o puč, během něhož při přepadu rakouského kancléřství dvěma ranami z revolveru zastřelil rakouského kancléře Engelberta Dollfusse. Po odzbrojení nacistů byl spolu s Franzem Holzweberem 30. července 1934 postaven před zvláštní vojenský soud, jemuž předsedal plukovník Franz Kubin. Státním zástupcem byl dr. Tuppy, Planettovými obhájci dr. Emanuel Braunegg (ex offo) a dr. Erich Führer. Následujícího dne byl vynesen rozsudek, jímž byl Planetta shledán vinným zločinem velezrady a vraždy a společně s Franzem Holzweberem odsouzen k smrti provazem. Popraveni byli na dvoře zemského soudu ve Vídni 31. července 1934 po 16. hodině.